# Steven R. Nagel
Pour les articles homonymes, voir Nagel.
Steven Ray Nagel est un astronaute américain, né le 27 octobre 1946 à Canton (Illinois) et mort le 21 août 2014 à Columbia (Missouri).
Après une carrière de pilote de chasse puis de pilote d'essais dans l'Armée de l'Air, il intègre en 1979 le corps des astronautes de la NASA. Il participe à quatre missions à bord de la navette spatiale américaine en tant que spécialiste de mission (vol STS-51-G en 1985), pilote (STS-61-A en 1985) puis commandant (STS-37 en 1991 et STS-55 en 1993). Il quitte en 1995 le corps des astronautes et occupe par la suite différents postes de responsabilité, au sein de l'agence spatiale américaine avant de prendre sa retraite en 2011.

## Biographie
Steven Ray Nagel naît à Canton (Illinois) le 27 octobre 1946. Après un Bachelor of Science en sciences à l'université de l'Illinois, il intègre une école de pilotage de la réserve de l'Armée de l'Air américaine où il se forme sur Super Sabre. Après avoir décroché ses galons de pilote, il vole sur F-100 puis devient instructeur sur T-28 pour l'armée de l'air laotienne en Thaïlande avant de devenir instructeur sur A-7 Corsair à la Base England en Louisiane. En 1975, il suit une formation de pilote d'essais à la base Edwards en Californie. Il est ensuite assigné à cette base où il participe à différents programmes d'essais portant notamment sur l'A-7 Corsair et le Phantom F-4. Il accumule au cours de sa carrière de pilote 12 600 heures de vol dont 9 640 sur avion à réaction.
Nagel intègre en 1979 le corps des astronautes de la NASA. Il participe dans des postes de soutien aux premières missions de la navette spatiale américaine et contribue à différents programmes de mise au point de logiciels ou d'autres dispositifs en relation avec la navette spatiale. Au cours de sa carrière, il occupe un temps le poste de chef du bureau des astronautes. Entre 1985 et 1993, il participe à quatre missions de la navette spatiale américaine en occupant successivement les postes de spécialiste de mission, pilote puis, pour ses deux dernières missions, commandant.
Nagel quitte le corps des astronautes de la NASA en mars 1995 et devient responsable adjoint du bureau chargé du développement opérationnel, de la sécurité et de l'assurance qualité au Centre spatial Johnson. En 1996, il intègre la division des opérations aériennes dans lequel il occupe des postes de pilote d'essais, responsable de la sécurité aérienne et responsable adjoint de cette entité. Nagel quitte la NASA pour prendre sa retraite en 2011 et décède le 21 août 2014 à Columbia (Missouri). Il avait pris sa retraite de l'Armée de l'Air fin février 1995 avec le grade de colonel.

## Vols réalisés
Nagel a effectué quatre missions spatiales et cumulé 723 heures de vol dans l'espace :
- Nagel réalise son premier vol en tant que spécialiste de mission à bord de la Navette spatiale Discovery dans le cadre de la mission STS-51-G qui est lancée le 17 juin 1985. L'équipage déploie trois satellites de télécommunications (Morelos I, Telstar 3D et Arabsat-1B) qui rejoignent l'orbite géostationnaire en utilisant un étage PAM-D, place temporairement en orbite un satellite d'astronomie X Spartan 1 et réalise différentes expériences de chimie et de biologie.
- Le 30 octobre de la même année, Nagel décolle en tant que pilote à bord de la Navette spatiale Challenger pour la mission STS-61-A. Cette mission qui comprend pour la première fois un équipage de 8 hommes, emporte le laboratoire spatial européen Spacelab.
- Pour son troisième vol (mission STS-37) Nagel occupe le poste de commandant. Il décolle le 5 avril 1991 à bord de la Navette spatiale Atlantis. La mission comprend le déploiement de l'observatoire gamma Compton et des sorties extravéhiculaires.
- Nagel effectue son quatrième vol en tant que commandant de la Navette spatiale Columbia qui est lancée le 26 avril 1993 pour la mission STS-55. Comme pour la mission STS-61-A, l'objectif principal est la réalisation d'expériences scientifiques à bord du laboratoire spatial européen Spacelab transporté dans la soute de la navette.